# Dornhan
Dornhan é uma cidade da Alemanha, no distrito de Rottweil, na região administrativa de Freiburg, estado de Baden-Württemberg.